# 法理台独
法理台独，又稱台灣法理独立，是一種有關台灣獨立運動的政治術語。促使台湾法理上（de jure）獨立於中國的主張或行動，可分為國際法和国内法兩個層次。與法理台獨相對的概念是實質台獨。另外，凸顯台灣主體性的措施或拒絕一個中國原則的宣示，有時被視為柔性台獨和文化台獨。以上這些概念較常被中華人民共和國或統派人士使用；台獨派傾向用正名、制憲、國家正常化、建國等路線自我界定。

## 相关背景
第二次國共內戰以後，中华人民共和国与中華民國逐漸形塑出台海現狀，即前者統治中國大陸，後者統治台澎金馬，兩者之間的關係稱為海峽兩岸關係。兩政權都各自宣稱擁有中國大陸和台澎金馬的領土主權，是代表全中国的唯一合法政府，且在國際間擁有中國代表權。不過實際上，承認中華人民共和國的國家遠多於承認中華民國者。此外，國際間從未對兩者實踐雙重承認，亦即沒有任何一個國家同時與兩個政權建立外交關係。
中华人民共和国不承認中華民國政府存在，因此認為中華民國依據《中華民國憲法》而作為主權國家的事實，本身就已經構成法理台獨。中華人民共和國的民間評論者認為，中華民國若修改其《憲法》和國家象徵，即使國號仍為中華民國，仍可能構成法理台独。
中華民國方面，臺灣在自身的歷史脈絡中發展出主體意識，特別是在民主化之後，台灣獨立運動不再被政府視為禁忌，並發展出不同的派別。台灣民間目前以「維持台海現狀」為主流民意，但台灣獨立運動亦累積一定比例的支持者。台灣本土意識較強的民主進步黨已經多次成為中華民國政府執政黨，其主政時的論述或實踐包含海峽兩岸互不隸屬、中華民國是臺灣、中華民國臺灣、中華民國 (臺灣)等等。

## 國際法層次
以台澎國際法法理建國黨為代表的法理建國派認為二戰後中華民國僅依同盟國《一般命令第一號》授權佔領台灣與澎湖並實施統治，《舊金山和約》、《中日和約》形成台澎主權未定的狀態，日本聲明放棄台灣、澎湖的領土主權，卻未將領土主權移轉給中華民國。法理建國派主張，台灣、澎湖住民應行使國際法上之民族自決原則，建立有別於中華民國的主權國家，成為國際法主體。

## 国内法層次
根據中國社科院學者的說法，法理台独进一步细分直接法理独立与间接法理独立。「直接法理独立」包含修改、凍結、廢除《中華民國憲法》，制定新憲法，或修改國號、修改中華民國國家象徵（如國旗、國徽、國歌）、舉行台灣獨立公投等等。「间接法理独立」較為隱蔽，包含修改憲法中某些關於主權、領土的條文，例如“中华民国主权属于国民全体”改为“属于台湾全体住民”，或中华民国领土“依其固有之疆域”改为“只限于台澎金马”或“只限于台湾”。
陈水扁政府时期，开展台灣加入联合国運動。2007年时，中国常驻联合国代表王光亚将此举视为法理台独的一部分。
2020年5月，民主進步黨籍立委蔡易餘領銜29名立委擬具立法院請審議案，提議將《中華民國憲法增修條文》前言中「國家統一前之需要」修正為「國家發展之需要」，並將《兩岸人民關係條例》第一條「國家統一前」字眼，改為「因應國家發展」；第二十六條之一及第六十三條則將「國家統一」字眼，改為「國家管轄領域僅及於台澎金馬與其附屬島嶼時」，蔡易餘後來主動撤回兩項議案。2020年9月，民進黨立委陳亭妃等人又提出「邁向國家正常化」修憲版本，同樣提議將憲法本文及其增修條文中「國家統一前」等字眼修正為「國家發展」，且將中華民國「固有疆域」修改為「憲法效力所及地區」，同時在地方制度上實質廢除省級政府，不過後來版本僅保留保留實質廢省、降低憲法修正案之公民複決門檻。根據中華人民共和國媒體評論，民進黨所提議的這些修憲方案均被视为与法理台独相关，假如成案，中華人民共和國會啟動《反分裂國家法》予以反制。